# Ascoli Calcio 1898 1990-1991
Questa voce raccoglie le informazioni riguardanti l'Ascoli Calcio 1898 nelle competizioni ufficiali della stagione 1990-1991.

## Stagione
Nella stagione 1990-1991 l'Ascoli ha partecipato al campionato di Serie B e alla Coppa Italia. Classificandosi quarta in campionato ha ottenuto un immediato ritorno nella massima serie dopo la retrocessione della stagione precedente, mentre nella coppa nazionale è stata eliminata al primo turno dal Giarre. Dopo la retrocessione in Serie B, il presidente Costantino Rozzi punta sul giovane tecnico Ciccio Graziani, ma dopo l'eliminazione dalla Coppa Italia al primo turno, ha un ripensamento e vira, prima che inizi il campionato, sul toscano Nedo Sonetti per tentare un pronto ritorno nella massima serie.
Si rivelerà una scelta esatta perché, nonostante una lunga sofferenza nel finale, il Picchio tornerà nella massima categoria: la promozione è giunta allo scadere del novantesimo minuto dell'ultima giornata del campionato, con la sconfitta maturata in quel di Lucca del Padova (2-1), diretto concorrente dei bianconeri - allo scadere il gol vittoria di Simonetta per i toscani - ed il grande recupero a Reggio Emilia dell'Ascoli che, sotto di due reti dopo venti minuti, è riuscito a pareggiare (3-3) su rigore a cinque minuti dal termine. Quel punto si è rivelato decisivo per permettere all'Ascoli di tornare subito in Serie A con il Foggia dominatore del campionato, il Verona e la Cremonese.
Notevole il campionato disputato dal brasiliano Walter Casagrande, arrivato alla quarta stagione in maglia bianconera, con 22 reti, delle quali 6 su calcio di rigore, ha vinto la classifica dei marcatori di Serie B, appaiato a Francesco Baiano del Foggia e Abel Balbo dell'Udinese. Ottimo il rendimento dell'Ascoli nel fortino del "Del Duca", dove i bianconeri hanno costruito buona parte della promozione, ottenendo 12 delle 13 vittorie complessive.

## Rosa
| N. |                       | Ruolo | Calciatore          |
| -- | --------------------- | ----- | ------------------- |
|    | Italia (bandiera)     | P     | Roberto Bocchino    |
|    | Italia (bandiera)     | P     | Fabrizio Lorieri    |
|    | Italia (bandiera)     | P     | Maurizio Scaramucci |
|    | Italia (bandiera)     | D     | Antonio Aloisi      |
|    | Jugoslavia (bandiera) | D     | Mustafa Arslanović  |
|    | Italia (bandiera)     | D     | Paolo Benetti       |
|    | Italia (bandiera)     | D     | Stefano Colantuono  |
|    | Italia (bandiera)     | D     | Stefano Di Chiara   |
|    | Italia (bandiera)     | D     | Giovanni Di Rocco   |
|    | Italia (bandiera)     | D     | Salvatore Fusco     |
|    | Italia (bandiera)     | D     | Osvaldo Mancini     |
|    | Italia (bandiera)     | D     | Luca Marcato        |
|    | Italia (bandiera)     | D     | Rosario Pergolizzi  |
|    | Italia (bandiera)     | C     | Lucio Bernardini    |

| N. |                       | Ruolo | Calciatore           |
| -- | --------------------- | ----- | -------------------- |
|    | Italia (bandiera)     | C     | Luigi Bugiardini     |
|    | Italia (bandiera)     | C     | Carlo Cavaliere      |
|    | Italia (bandiera)     | C     | Odoacre Chierico     |
|    | Italia (bandiera)     | C     | Domenico Cicconi     |
|    | Italia (bandiera)     | C     | Fiorenzo D'Ainzara   |
|    | Italia (bandiera)     | C     | Giorgio Enzo         |
|    | Italia (bandiera)     | C     | Christian Giovannini |
|    | Italia (bandiera)     | C     | Angelo Pierleoni     |
|    | Italia (bandiera)     | C     | Pietro Zaini         |
|    | Brasile (bandiera)    | A     | Walter Casagrande    |
|    | Jugoslavia (bandiera) | A     | Borislav Cvetković   |
|    | Italia (bandiera)     | A     | Bruno Giordano       |
|    | Italia (bandiera)     | A     | Claudio Pierantozzi  |
|    | Italia (bandiera)     | A     | Giovanni Spinelli    |

## Divise e sponsor

Bruno Giordano, alla sua seconda esperienza ascolana e tra i protagonisti della promozione, esulta con indosso la divisa bianconera della stagione

Lo sponsor tecnico fu adidas, mentre lo sponsor ufficiale fu COCIF.
| Casa | Trasferta |

## Risultati

### Serie B

#### Girone di andata
| Arbitro: | Frigerio (Milano) |

|                                      |           |  |
| Cvetkovic 30’ W. Casagrande 69’, 78’ | Marcatori |  |

| Barletta 16 settembre 1990 2ª giornata | Barletta         | 0 – 0 | Ascoli | Stadio Comunale\| Arbitro: \| Cardona (Milano) \| |
| Arbitro:                               | Cardona (Milano) |       |        |                                                   |

| Arbitro: | Mughetti (Cesena) |

|                              |           |  |
| W. Casagrande 63’ Sabato 67’ | Marcatori |  |

| Arbitro: | Cornieti (Forlì) |

|                         |           |                   |
| Ganz 1’ Carnasciali 15’ | Marcatori | 27’ W. Casagrande |

| Trieste 7 ottobre 1990 5ª giornata | Triestina      | 0 – 0 | Ascoli | Stadio Giuseppe Grezar\| Arbitro: \| Bruni (Arezzo) \| |
| Arbitro:                           | Bruni (Arezzo) |       |        |                                                        |

| Ascoli Piceno 14 ottobre 1990 6ª giornata | Ascoli       | 0 – 0 | Reggina | Stadio Cino e Lillo Del Duca\| Arbitro: \| Iori (Parma) \| |
| Arbitro:                                  | Iori (Parma) |       |         |                                                            |

| Pescara 21 ottobre 1990 7ª giornata | Pescara             | 0 – 0 | Ascoli | Stadio Adriatico\| Arbitro: \| Lo Bello (Siracusa) \| |
| Arbitro:                            | Lo Bello (Siracusa) |       |        |                                                       |

| Arbitro: | Luci (Firenze) |

|                                  |           |               |
| Pergolizzi 20’ W. Casagrande 30’ | Marcatori | 74’ Dell'Anno |

| Arbitro: | Guidi (Bologna) |

|             |           |  |
| Dezotti 56’ | Marcatori |  |

| Arbitro: | Di Cola (Avezzano) |

|                      |           |  |
| Galderisi 25’ (rig.) | Marcatori |  |

| Arbitro: | Coppetelli (Tivoli) |

|                                 |           |  |
| W. Casagrande 23’ Pierleoni 70’ | Marcatori |  |

| Arbitro: | Fucci (Salerno) |

|                                             |           |  |
| D. Pellegrini 46’, 86’ Gritti 74’ Prytz 88’ | Marcatori |  |

| Arbitro: | Cornieti (Forlì) |

|                                                       |           |                          |
| Pergolizzi 5’ W. Casagrande 53’ (rig.), 64’, 74’, 84’ | Marcatori | 55’ Baiano 79’ Codispoti |

| Arbitro: | Merlino (Torre del Greco) |

|                   |           |               |
| Traini 10’ (rig.) | Marcatori | 14’ Pierleoni |

| Arbitro: | Lanese (Messina) |

|                       |           |               |
| Casagrande 54’ (rig.) | Marcatori | 75’ Tovalieri |

| Lucca 30 dicembre 1990 16ª giornata | Lucchese                      | 0 – 0 | Ascoli | Stadio Porta Elisa\| Arbitro: \| Boemo (Cervignano del Friuli) \| |
| Arbitro:                            | Boemo (Cervignano del Friuli) |       |        |                                                                   |

| Ascoli Piceno 6 gennaio 1991 17ª giornata | Ascoli          | 0 – 0 | Salernitana | Stadio Cino e Lillo Del Duca\| Arbitro: \| Cesari (Genova) \| |
| Arbitro:                                  | Cesari (Genova) |       |             |                                                               |

| Arbitro: | Rosica (Roma) |

|                         |           |                              |
| Clementi 7’ Filardi 35’ | Marcatori | 17’ W. Casagrande 43’ Sabato |

| Arbitro: | Pezzella (Frattamaggiore) |

|                   |           |  |
| Spinelli 69’, 82’ | Marcatori |  |

#### Girone di ritorno
| Arbitro: | Chiesa (Livorno) |

|                   |           |                                   |
| M. Pellegrini 81’ | Marcatori | 34’ (aut.) Antonioli 88’ Spinelli |

| Arbitro: | Cardona (Milano) |

|                              |           |  |
| W. Casagrande 4’, 35’ (rig.) | Marcatori |  |

| Arbitro: | Scaramuzza (Mestre) |

|              |           |                   |
| Biagioni 19’ | Marcatori | 54’ W. Casagrande |

| Arbitro: | Quartuccio (Torre Annunziata) |

|                                                           |           |           |
| Marcato 5’ Spinelli 64’ W. Casagrande 67’ Pierantozzi 90’ | Marcatori | 70’ Merlo |

| Arbitro: | Bettin (Padova) |

|               |           |  |
| Pierleoni 18’ | Marcatori |  |

| Reggio Calabria 10 marzo 1991 25ª giornata | Reggina         | 0 – 0 | Ascoli | Stadio Comunale\| Arbitro: \| Guidi (Bologna) \| |
| Arbitro:                                   | Guidi (Bologna) |       |        |                                                  |

| Ascoli Piceno 17 marzo 1991 26ª giornata | Ascoli          | 0 – 0 | Pescara | Stadio Cino e Lillo Del Duca\| Arbitro: \| Nicchi (Arezzo) \| |
| Arbitro:                                 | Nicchi (Arezzo) |       |         |                                                               |

| Arbitro: | Quartuccio (Torre Annunziata) |

|                          |           |  |
| W. Casagrande 81’ (aut.) | Marcatori |  |

| Ascoli Piceno 30 marzo 1991 28ª giornata | Ascoli              | 0 – 0 | Cremonese | Stadio Cino e Lillo Del Duca\| Arbitro: \| Scaramuzza (Mestre) \| |
| Arbitro:                                 | Scaramuzza (Mestre) |       |           |                                                                   |

| Arbitro: | Chiesa (Livorno) |

|              |           |                                  |
| Giordano 56’ | Marcatori | 57’ (rig.) Galderisi 82’ Putelli |

| Arbitro: | F. Baldas (Trieste) |

|              |           |              |
| Sorbello 73’ | Marcatori | 40’ Spinelli |

| Arbitro: | Cornieti (Forlì) |

|               |           |                  |
| Pierleoni 20’ | Marcatori | 33’ (rig.) Prytz |

| Arbitro: | Pezzella (Frattamaggiore) |

|                           |           |               |
| T. Napoli 58’ Signori 65’ | Marcatori | 70’ Cvetkovic |

| Arbitro: | Quartuccio (Torre Annunziata) |

|                                                      |           |            |
| W. Casagrande 4’ (rig.), 27’, 78’ Cvetkovic 39’, 58’ | Marcatori | 41’ Bonomi |

| Arbitro: | Luci (Firenze) |

|                        |           |  |
| Gadda 45’ Messersì 89’ | Marcatori |  |

| Arbitro: | Pairetto (Torino) |

|                               |           |  |
| W. Casagrande 24’ (rig.), 90’ | Marcatori |  |

| Arbitro: | Longhi (Roma) |

|                             |           |               |
| Pasa 60’ (rig.) Fratena 83’ | Marcatori | 84’ Cvetkovic |

| Arbitro: | Fabricatore (Roma) |

|                                   |           |              |
| Cvetkovic 6’ Zaffaroni 72’ (aut.) | Marcatori | 60’ Brunetti |

| Arbitro: | Amendolia (Messina) |

|                                 |           |                                                       |
| Melchiori 19’, 83’ Brandani 25’ | Marcatori | 38’ Cvetkovic 42’ Pergolizzi 85’ (rig.) W. Casagrande |

### Coppa Italia

#### Primo turno
| Arbitro: | De Angelis (Civitavecchia) |

|                |           |  |
| O. Mancini 90’ | Marcatori |  |

| Arbitro: | Rosica (Roma) |

|                |           |  |
| Macrì 72’, 78’ | Marcatori |  |